# Шесліц
Шесліц (нім. Scheßlitz) — місто в Німеччині, розташоване в землі Баварія. Підпорядковується адміністративному округу Верхня Франконія. Входить до складу району Бамберг.
Площа — 94,88 км2. Населення становить 7232 ос. (станом на 31 грудня 2020).